# Muyocopron hongkongense
Muyocopron hongkongense är en svampart som beskrevs av Joanne E. Taylor, K.D. Hyde & E.B.G. Jones 2003. Muyocopron hongkongense ingår i släktet Muyocopron och familjen Microthyriaceae.   Inga underarter finns listade i Catalogue of Life.